# Rita av Cascia
Rita av Cascia, Margherita Lotti, född 1381 i Roccaporena, död 22 maj 1457 i Cascia, var en italiensk augustinernunna. Hon helgonförklarades av Katolska kyrkan år 1900, och hennes minnesdag i det romerska kalendariet infaller den 22 maj.

## Biografi
Margherita Lotti föddes i en liten ort i utkanten av Cascia och var Antonio och Amata Lottis enda barn. Föräldrarna var mycket fromma, men ville trots detta att deras barn skulle gifta sig och ordnade därför med äktenskap åt henne med Paolo Mancini, som sedermera blev tjänsteman i staden Cascia. Rita fick två barn, båda söner, och levde ett typiskt liv som hustru och mor, tills maken dödades. Sönerna hämnades fadern, trots Ritas böner att de skulle låta bli, och inom ett år hade de båda dött också. Rita ägnade sitt liv därefter åt välgörenhet, men nekades tre gånger inträde i augustinernas Maria Magdalenakloster på grund av de våldsamma omständigheterna runt makens död. Hon medlade då mellan makens familj och den familj som dödat honom och hennes söner och hon kunde därefter antas som nunna, i vilken egenskap hon fortsatte sitt liv i fyrtio år.
Enligt traditionen fick Rita under en andlig hänryckning ta emot ett törne ur Jesu törnekrona i pannan. Hon har fått sitt sista vilorum i basilikan Santa Rita da Cascia i Cascia. Helgonets kropp är i stort sett intakt.
Rita anropas vid omöjliga fall och äktenskapsproblem. Det finns en novena, en litania och flera böner i detta syfte.